# Децентрализованное приложение
Децентрализованное приложение (decentralized application, DApp, dApp,) — компьютерное приложение, которое базируются на технологии блокчейн совместно с механизмом распределённого выполнения необходимых инструкций. По состоянию на 2021 год наиболее часто для этого применяется Ethereum с его механизмом смарт-контрактов, но есть варианты и на блокчейн-платформе Waves.

## Характеристики
Основной код и данные (бэкенд) децентрализованного приложения хранятся и выполняются в блокчейне одноранговой сети, в отличие от приложений клиент-сервер, данные и код которых обрабатываются на серверах. Децентрализованное приложение может иметь пользовательский (клиентский) интерфейс, написанный на любом языке, который поддерживает протокол связи с децентрализованной частью. Кроме того, и клиентский интерфейс может быть полностью размещён в децентрализованном хранилище, таком как IPFS.
По сути, все криптовалюты уже являются вариантами децентрализованных приложений. Но обычно их считают базовой основой блокчейна, поверх которого уже работают разнообразные децентрализованные приложения.
Децентрализованные приложения, как правило, имеют открытый исходный код.
Одним из основных преимуществ децентрализованных приложений их сторонники считают защищённость. Для взаимодействия с децентрализованными приложениями часто достаточно только наличие криптовалютного адреса, что позволяет оставаться анонимным. Для ряда бизнес-процессов блокчейн и автоматизация проверки условий обеспечивают дополнительную гибкость и эффективность.

## Применение
Децентрализованные приложения можно применять в нескольких онлайн-отраслях — от финансов до игр и даже онлайн-казино,
Децентрализованные приложения можно найти на площадках State of the DApps, Dapp.com, Holdex, DAppRadar, CoinGecko. По информации сайта Dapp.com, на начало июля 2019 года было выпущено более 2 700 децентрализованных приложений.

### Аукционы
Децентрализованные приложения гарантируют прозрачность онлайн-аукционов — неизменность ставок и строгую фиксацию времени, когда они были сделаны, исключив возможность манипуляций.

### Финансы
Децентрализованные приложения использовались в децентрализованных финансовых сервисах, которые без посредников позволяют пользователям:
- Ссужать или занимать средства у других.
- Торговать рядом активов.

### Идентификация пользователей
Идентификация пользователей возможна, например, по электронному адресу или по криптовалютному адресу.

### Игровые приложения
Онлайн-казино — это ещё одна отрасль со множеством популярных децентрализованных приложений, которая имеет потенциал для дальнейшего роста.
Игровые приложения для азартных игр обеспечивают более быстрые транзакции, недорогие операции в казино, что приводит к более низким затратам для пользователя, большей анонимности и при этом сохраняют доказуемость.

## Риски и ограничения
Специфика работы с блокчейном подразумевает внутренние ограничения:
- Постоянное использование большого количества публичных и секретных ключей налагает повышенные требования к вопросам безопасности. Ошибки или небрежность могут приводить к взлому децентрализованных приложений и фальсификации действий в них.
- Децентрализованные приложения всегда работают на выбранной разработчиками блокчейн-платформе, которая может накладывать свои специфические ограничения
  - на количество операций в секунду;
  - на объём загружаемой или передаваемой информации;
  - на минимальную стоимость одного действия в приложении;
  - на возможность масштабирования.

Помимо внутренних, есть и внешние ограничения. Среди главных внешних факторов называют:
- Сложность освоения для нового неопытного пользователя.
- Регуляторные риски, связанные с законодательными ограничениями или требованиями к процедурам оформления действий или событий, особенно в финансовой сфере[7] (например, требования нотариального оформления, создание и регистрация фискального чека и тому подобное).

## Примеры
Примером децентрализованного приложения, получившего широкую известность, является игра CryptoKitties, которая на пике своей популярности практически парализовала сеть Ethereum, задействовав все её ресурсы на себя, что выявило проблемы масштабируемости сети.
Другие примеры:
- Auctionity — платформа онлайн-аукционов. Она работает с уникальными токенами (NFT), позволяя самостоятельно организовывать продажу или делать ставки для покупки.
- Augur[10] — платформа рынка предсказаний. В отличие от централизованных сервисов, позволяет любому пользователю создать свой собственный сервис предсказаний, не ограничиваясь событиями, предлагаемыми площадкой.
- Blockstack — платформа для разработки децентрализованных приложений.[11]
- The Dao — децентрализованная автономная организация.
- Uniswap — децентрализованный онлайн-сервис обмена цифровых валют[12]
- PayCashSwap — децентрализованная финансовая экосистема[13].
- Session messenger — децентрализованный мессенджер, который поддерживает сквозное шифрование, минимизирует использование метаданных и скрывает личности пользователей по умолчанию[14][15].